# Śmietki
Śmietki (deutsch Schnittken) ist ein Dorf in der polnischen Woiwodschaft Ermland-Masuren und gehört zur Stadt- und Landgemeinde Mikołajki (deutsch Nikolaiken) im Powiat Mrągowski (Kreis Sensburg).

## Geographische Lage
Śmietki liegt inmitten der Woiwodschaft Ermland-Masuren, 13 Kilometer südöstlich der Kreisstadt Mrągowo (deutsch Sensburg).

## Geschichte
Das kleine Dorf Schnittken wurde 1785 als ein königliches Vorwerk und Sitz eines Domänen-Amtes mit acht Feuerstellen erwähnt. Eingemeindet wurden im Laufe der Zeit die Ortschaften Inulzen (1938 bis 1945 Neufasten, polnisch Inulec), Klein Schnittken (polnisch Śmietki Mały) und Schnittkermühle. Am 30. April 1874 wurde der Gutsbezirk Domäne Schnittken in den Amtsbezirk Pfeilswalde (polnisch Pilnik, nicht mehr existent) eingegliedert, der bis 1945 bestand und zum Kreis Sensburg im Regierungsbezirk Gumbinnen (ab 1905: Regierungsbezirk Allenstein) in der preußischen Provinz Ostpreußen gehörte. Im Jahre 1910 zählte Schnittken 88 Einwohner, 1933 waren es bereits 268 und 1939 schon 274.
Aufgrund der Bestimmungen des Versailler Vertrags stimmte die Bevölkerung im Abstimmungsgebiet Allenstein, zu dem Schnittken gehörte, am 11. Juli 1920 über die weitere staatliche Zugehörigkeit zu Ostpreußen (und damit zu Deutschland) oder den Anschluss an Polen ab. In Schnittken stimmten 60 Einwohner für den Verbleib bei Ostpreußen, auf Polen entfielen keine Stimmen.
Am 30. September 1928 wurde der Gutsbezirk Schnittken in die Landgemeinde Inulzen (1938 bis 1945 Neufasten, polnisch Inulec) eingegliedert, gleichzeitig die Landgemeinde Inulzen in „Schnittken“ umbenannt.
Als 1945 in Kriegsfolge das gesamte südlich Ostpreußen an Polen überstellt wurde, war nun auch Schnittken davon betroffen. Das Dorf erhielt die polnische Namensform „Śmietki“ und ist heute eine Ortschaft im Verbund der Stadt- und Landgemeinde Mikołajki (Nikolaiken) im Powiat Mrągowski (Kreis Sensburg), bis 1998 der Woiwodschaft Suwałki, seither der Woiwodschaft Ermland-Masuren zugehörig.

## Kirche
Vor 1945 war Schnittken in die evangelische Kirche Barranowen in der Kirchenprovinz Ostpreußen der Kirche der Altpreußischen Union sowie in die katholische Kirche St. Adalbert in Sensburg im Bistum Ermland eingepfarrt. Heute gehört Śmietki evangelischerseits zur Pfarrkirche Mikołajki in der Diözese Masuren der Evangelisch-Augsburgischen Kirche in Polen bzw. zur katholischen Pfarrei Baranowo im Bistum Ełk in der polnischen katholischen Kirche.

## Verkehr
Śmietki liegt südlich der polnischen Landesstraße 16 (frühere deutsche Reichsstraße 127) und ist von dort über Inulec (Inulzen, 1938 bis 1945 Neufasten) auf einer Nebenstraße zu erreichen, die nach Świnie Oko (Eichelswalde) in der Gmina Piecki (Peitschendorf) führt. Eine Bahnanbindung besteht nicht.